# 봄이 남아있던 자리
《봄이 남아있던 자리》는 TeamPETS에서 제작한 비주얼 노벨 동인 게임이다. 2006년 9월 웹사이트를 통해 무료로 공개되었다. VNAP을 기반으로 제작되었다.

## 줄거리
산화중고등학교 고등부 1학년인 주인공 연하진이 학교 안에서 많은 인물들을 만나며 여러 가지 사건을 겪게 된다.

## 등장인물
연하진
게임의 주인공. 산화중고등학교 고등부 1학년. 천문부 부부장. 미소녀로 유명하지만 연애 경험이 없고 둔감하다.
연의진
하진의 오빠로 고등부 2학년. 산화중고등학교의 총학생회장. 평소에는 모범생이자 냉철한 학생회장이지만 동생에게만은 어리광을 부리는 등 시스콘의 면모를 보인다.
진청은
고등부 1학년. 하진과는 어릴적부터 친한 사이. 자주 하진의 집에 와서 요리를 해주는 등 돌봐준다.
남궁윤
고등부 1학년. 하진과 짝이 되지만 퉁명스러운 태도로 인해 처음엔 사이가 안 좋다.
시휘민
중등부 1학년. 소문난 천재 소년. 천문부 부실에서 책을 읽다 하진과 만나게 된다.
한루미
중등부 2학년. 천문부 멤버. 고딕 롤리타 풍으로 개조한 교복이 특징.

## 만든 사람들
- 이리! - 총감독, 시나리오, 스크립트
- 이채(異彩) - 배경음악, 효과음
- litS - 원화, 채색
- Mori - 배경CG, CG보조
- 에피네프린 - 이벤트CG 보조
- 춘 - 타이틀 로고·인터페이스 디자인